# Bouxières-aux-Dames

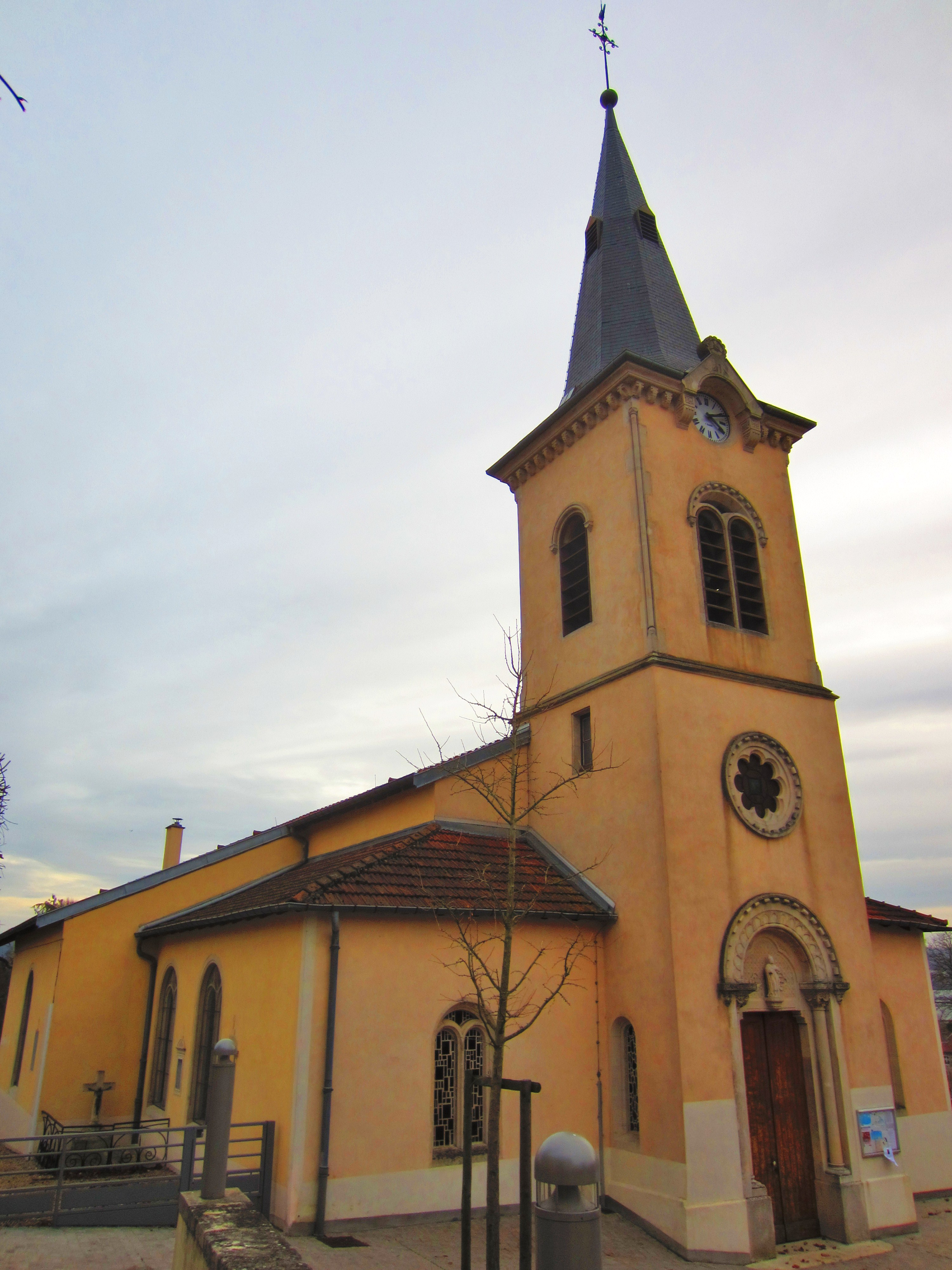
Zabytkowy Kościół św. Marcina (2012)

Bouxières-aux-Dames – miejscowość i gmina we Francji, w regionie Grand Est, w departamencie Meurthe i Mozela.
Według danych na rok 1990 gminę zamieszkiwały 4392 osoby, a gęstość zaludnienia wynosiła 1069 osób/km² (wśród 2335 gmin Lotaryngii Bouxières-aux-Dames plasuje się na 99. miejscu pod względem liczby ludności, natomiast pod względem powierzchni na miejscu 1087.).

## Populacja

Populacja Bouxières-aux-Dames w latach 1962–2008